# 한도룡
한도룡(1933년 8월 30일 ~ 2021년 6월 28일)은 대한민국의 디자이너이자 교수이다. 서울대학교 미술대학 응용미술과를 졸업하고 홍익대학교 미술대학장과 산업미술대학원장을 거쳐 현재 홍익대학교 미술대학 명예교수로 활동했다. 또한 2008년 초대 문화외교자문위원으로 위촉되었으며 반기문 UN 사무총장 관저 접견실 디자인, 외교통상부 문화외교 자문의원 을 지내는 등 한국의 문화외교 전반에 걸쳐 자문을 맡았다.

## 생애
- 1933년 경남 통영에서 태어나 그곳에서 초등학교와 중학교를 마친 후 부산에서 영남상고를 졸업하였다.
- 1954년 서울대학교 미술대학 응용미술과에 입학하였다. 그곳에서 민철홍과 조영제를 동기생으로 만나 졸업 후 한도룡은 홍익대학교 교수로 제품 및 환경 디자인 분야에서, 민철홍과 조영제는 서울대학교 교수로 각각 산업 디자인과 시각 디자인 분야에서 활동했다.

- 한도룡은 재학 중이던 1955년 대한민국미술전람회(국전) 공예 부문에 첫 출품한 작품이 특선에 선정되었고, 이를 시작으로 1959년까지 4회 연속 특선하였다.
- 1959년 국내 최초의 산업 디자인 관련 국가 연구소인 ‘한국공예시범소’에서 디자인 부장직을 맡았다.

- 1960년 대한민국미술전람회에서 문교부장관상을 수상하고[3] 추천작가가 되었다.
- 1961년 20대 최연소 서울시 문화상 공예 부문 수상자로 선정되었다.

- 1961년 홍익대학 미술학부 강사가 되었다.

- 1966년 홍익대학교 공예학부의 전임교수로 임용되어 1998년까지 학생들을 가르쳤다. 이 시기 교육과 병행하여 각종 디자인 프로젝트를 진행하는 한편, 교육ㆍ행정ㆍ문화ㆍ산업계의 디자인 관련 사업과 프로젝트의 지도 및 자문 등 전문위원 및 디자인 개발자의 역할을 수행하였다. 아울러 국전 공예부문의 추천ㆍ초대작가와 상공미전(現 대한민국디자인전람회) 공업미술부문의 초대디자이너 자격으로 작품을 출품하는 등 다양한 활동을 전개하였다.
- 1967년 건축가 김수근과 함께 캐나다 몬트리올에서 열린 세계박람회(EXPO) 한국관의 설계와 감리에 참여하였다.
- 1967년 캐나다 몬트리올 엑스포와 1968년 서울국제무역박람회 등의 디스플레이 작업을 맡았다.

- 1976년 홍익대학교 미술대학 학장에 임명되었다.
- 1979년 한국현대디자인학회 회장에 임명되었다.
- 1994년 동탑산업훈장을 수상했다.
- 2000 현대자동차 디자인 고문에 임명되었다.
- 2010 은탑산업훈장을 수상했다.
- 2012 디자이너 명예의 전당(한국디자인진흥원)에 헌액되었다.

## 인타디자인연구소
인타디자인연구소는 한도룡이 작업을 효율적으로 수행하고자 설립한 디자인 연구소이다. 1965년 반도호텔(현, 롯데호텔)에서 시작하여 조선호텔의 ‘스페이스디자인연구소’를 거쳐 1976년 인타디자인연구소로 개칭되었고, 1992년에 마련한 사옥 ‘인타디자인하우스’로 이전하기까지, 연구소 특유의 펠로우십을 만들어가며 디자인 컨설팅과 매니지먼트를 통해 국내외 영향력 있는 작업을 수행해왔다.
연구소명의 ’인타‘는 한자어 ‘人妥’妥 영어 ‘INTER’의 중의적 표현으로, 人妥는 나와 너(I-THOU) 사이의 상호반응관계(인터페이스)에서 ‘~을 위한’다는 공생적(Symbiotic) 의미를, INTER는 나와 그것(I-IT) 사이의 상호작용관계(인터랙션)에서 ‘~사이’의 공동체(Community) 의미를 나타낸다. 인타디자인연구소는 이러한 의미의 ‘인타’를 전제한 디자인 연구 조직이 되었고, 인타디자인의 정신은 곧 한도룡의 디자인 철학이 되었다.

## 대표작
한도룡이 지금까지 수행하거나 추진한 수많은 디자인 프로젝트들은 환경 디자인, 제품 디자인, 시각 디자인 등 주요 디자인 영역 전반에 걸쳐 있다. 환경 디자인 작업은 도시 환경 디자인의 범주에 드는 각종 공간계획과 시설물의 디자인 개발이 주를 이룬다. 공원에서 경기장, 문화의 거리에서 도시 가구에 이르기까지 다양한 작업이 이에 해당한다. 여기에 공공 및 상업 공간, 주거 공간의 실내 디자인 작업을 비롯하여, 가구에서 가전 제품을 아우르는 제품 디자인, 그리고 CIP 계획과 사인물 등의 시각 디자인 작업까지, 한도룡은 폭넓은 디자인 작업을 진행해왔다.
- 1982년 서울지하철 CIP 계획
- 1984년 독립기념관 '겨레의 탑'
- 1987년 서울올림픽 사인시스템
- 1992년 세비야 엑스포 한국관: 전통문화유산에 기반한 고유의 한국적 이미지와 정체성을 현대적이면서도 국제적인 감각으로 표현하였다.
- 1993년 대전 엑스포 '한빛탑': 과거를 표현하는 하단부는 첨성대의 모습을, 현재의 중앙부는 우주정거장 형태의 고리형 전망대로 중심부의 눈은 살아 숨쉬는 한국인의 예지의 눈을 상징한다. 마지막으로 미래를 나타내는 상단부에는 금속 원뿔이 자리한다. 이는 미래를 향한 빛을 형상화한 것으로 미래로의 도약 의지를 상징한 것이다. 이러한 방식으로 한도룡은 ‘지혜로운 과거를 바탕으로 현재와 미래를 잇는 한줄기 빛’이라는 의미를 디자인에 함축해 담았다.

## 디자인관련단체
- 1995-1996년 `97 무주.전주동계유니버시아드 개폐회식 미술감독 및 문화식전 전문위원
- 1996년 제2회 부산동아시아경기대회 / 제14회 부산아시아경기대회 조직위원회 디자인 전문위원
- 1997년 `98 경주세계문화EXPO 심벌 로고, 마스코트 선정 심사위원장
- 1999년 (주)부관훼리 상임이사
- 2000-현 한국공항공사 자문위원
- 2000년 (사단) 천년의 문 이사
- 2001년 외교통상부 미술자문위원
- 2001년 (주)인타디자인 대표
- 2007년 대한민국예술원 회원